# Amphiprion chagosensis
Espèce
Amphiprion chagosensis est une espèce de poisson-clown de la famille des pomacentridés.

## Description
Amphiprion chagosensis peut atteindre 11 cm.

## Répartition
Amphiprion chagosensis est une espèce de l'Archipel des Chagos dans l'Océan Indien occidental. C'est du nom de ces îles que Amphiprion chagosensis tire son nom binomial.